# Dům čp. 72 (Kolín)
Dům čp. 72 je dvoupatrový dům stojící v severní frontě Karlova náměstí v Kolíně. Na gotickém sklepení ze 13. století byl postaven během 18. století dům  v barokním slohu. Koncem 19. století byl opravován a získal novorenesanční fasádu. Původně obytný dům, u kterého byla v rámci rekonstrukce v roce 2009 přistavěna terasa, je využíván komerčně. Je chráněn jako kulturní památka.

## Historie
Z historických textů je zřejmé, že rychtářské právo obce držel v roce1618 Petr Ronovský z Krásné Hory, sladovník a hospodář domu U červeného jelena na náměstí čp. 72. Po jeho smrti se vdova Marta Ronovská během roku 1625 provdala za bakaláře učení pražského a radního Jeremiáše Spira z Turnova. Dědička, jeho dcera Alžběta Dorota prodala dům v roce 1686 se zrušeným pivovarem a sladovnou mlynáři Danieli Kučerovi. Posléze zde hospodařil jeho syn Daniel.
Město často devastovaly požáry. V novodobé historii patřily k nejničivějším požáry v roce 1710 nebo v červenci roku 1796, po kterých byla postavena značná část barokních domů v centru města. Movití měšťané tehdy stavěli na náměstí mohutné budovy na ploše několika středověkých pozemků.
V druhé polovině 18. století k majitelům domu čp. 72 patřili například Tomáš Navrátil purkrabí na Vokšicích, Jan Beran z Německého Brodu, Václav Hoger nebo pekař Jan Růžička. Jeho zeť řezník František Červinka byl vlastníkem domu počátkem 19. století. Dalšími vlastníky byli František Růžička, Josef Kaiser, Josef Krčík nebo Václav Lahoda a řada dalších měšťanů.

## Popis
Řadový dvoupatrový dům je dělen osmi okenními osami. Pod výkladci v přízemí se zachovaly oblouky barokního podloubí. Pod omítkou zde zůstaly tři původní gotické arkády.
Horizontálně fasádu z 19. století zdobí šambrány s ušima a středovými klenáky. Výrazné jsou vysazené nadokenní a kordonové římsy. Korunní římsa je klasicistně odstupňovaná se zubořezem. Nároží po stranách obou pater zdobí iluzivní bosáž. Průčelí domu zakončuje atikový nástavec zdobený třemi volutovými štíty v novorenesančním stylu.
Do domu se vstupuje pravoúhlým portálem, který je umístěn ve střední ose objektu. Prostory přízemí jsou zaklenuty valenými klenbami. Segmentově zaklenutá chodba prochází celým domem a končí ve dvoře. Z chodby nalevo při zadní stěně domu vede schodiště. Místnosti v poschodí mají ploché stropy. Při přestavbě si barokní ráz zachoval pouze interiér přízemí. V obloucích loubí jsou vybudovány vchody a výkladce s hliníkovou úpravou a novodobými okny. V obou patrech byla provedena rekonstrukce s ohledem na aktuální využití domu.